# 行為地理學
行為地理學屬於應用地理學，是人文地理學的一支，研究人類在不同的地理環境下產生的行為過程、行為類型、行為決策、區位選擇及其發展規律，也可視為地理學與心理學、行為學、社會學的交集。主要研究通勤活動行為、購物活動行為、交際活動行為、娛樂活動行為。

## 原理

### 環境認知
人類對自然或人文地理環境的感應過程。

### 地理物象
地理環境及事物經過一連串的認知歷程在人類腦中所形成的形象，通常是社會團體行為決策的根本原因。

## 人類活動

### 行為空間
人類活動的地理區界。

#### 規律
- 距離偏移定律:距離愈近，活動機會愈多。
- 遷移方向偏移定律:遷移活動在某些方向比其他方向移動更遠，進而產生方向偏移。

### 活動空間
人類日常生活居住地構成的場所與通道。